# Lucijan Valčić
Lucijan Valčić je hrvatski bivši košarkaš i košarkaški trener.
Igrao je polovicom 1970-ih.

## Trenerska karijera
Sa Zadrom je 1974/.75. došao do polufinala Kupa europskih prvaka. Igrali su: Krešimir Ćosić, Josip Đerđa, Doug Richards, Nedjeljko Oštarčević, Čedomir Perinčić, Branko Skroče, Zdravko Jerak, Bruno Marcelić, Tomislav Matulović, a vodio ih je Lucijan Valčić.
Kratko vrijeme uoči sezone 1986./87. ponovno je poveo Zadar na pripreme, a te je godine Zadar u Kupu europskih prvaka, pod vodstvom Giuseppea Giergije, osvojio 4. mjesto. Igrali su Stojko Vranković, Arijan Komazec, Petar Popović, Veljko Petranović, Ante Matulović, Ivica Obad, Stipe Šarlija, Branko Skroče, Darko Pahlić, Draženko Blažević.